# Ústřední komise pro řízení výstavby duchovní civilizace
Ústřední komise pro řízení výstavby duchovní civilizace či Komise pro řízení výstavby duchovní civilizace ústředního výboru Komunistické strany Číny (čínsky v českém přepisu Čung-jang ťing-šen-wen-ming ťien-še č’-tao wej-jüan-chuej, pchin-jinem Zhōngyāng Jīngshénwénmíng Jiànshè Zhǐdǎo Wěiyuánhuì, znaky zjednodušené 中央精神文明建设指导委员会) je komise ústředního výboru Komunistické strany Číny zodpovědná za koordinaci politiky strany v oblasti ideologie a kultury. Jejím úkolem je vést budování „duchovní civilizace“ (精神文明, ťing-šen-wen-ming) založené na socialismu a výstavbě socialistické harmonické společnosti. Za tímto účelem stojí v čele veškerých ideologických a kulturně-výchovných aktivit strany, je jí pořízena též ústřední skupina pro propagandu a ideologii ústředního výboru (do vzniku komise vrcholný ideologický orgán strany, předsedou skupiny je od roku 1997 vždy předseda komise) a oddělení propagandy ústředního výboru.

## Předsedové a místopředsedové komise
| Předsedové komise | Předsedové komise | Předsedové komise | Předsedové komise                                                                                        | Místopředsedové komise | Místopředsedové komise | Místopředsedové komise | Místopředsedové komise                                                                              |
| Jméno             | Od                | Do                | Poznámky, další úřady (v době výkonu funkce)                                                             | Jméno                  | Od                     | Do                     | Poznámky, další úřady (v době výkonu funkce)                                                        |
| ----------------- | ----------------- | ----------------- | --- | ---------------------- | ---------------------- | ---------------------- | --------------------------------------------------------------------------------------------------- |
| Ting Kuan-ken     | duben 1997        | listopad 2002     | člen (15.) politbyra, tajemník ÚV, vedoucí oddělení propagandy ÚV                                        | Li Tchie-jing          | duben 1997             | listopad 2002          | člen (15.) politbyra, předseda Čínské akademie sociálních věd                                       |
| Li Čchang-čchun   | listopad 2002     | listopad 2012     | člen (16.) a (17.) politbyra a jeho stálého výboru                                                       | Liou Jün-šan           | listopad 2002          | listopad 2012          | člen (16.) a (17.) politbyra, tajemník ÚV, vedoucí oddělení propagandy ÚV                           |
| Li Čchang-čchun   | listopad 2002     | listopad 2012     | člen (16.) a (17.) politbyra a jeho stálého výboru                                                       | Čchen Č’-li            | listopad 2002          | listopad 2007          | členka (16.) ÚV, státní poradkyně Státní rady (pro kulturu, vědu, vzdělání a sport)                 |
| Li Čchang-čchun   | listopad 2002     | listopad 2012     | člen (16.) a (17.) politbyra a jeho stálého výboru                                                       | Liou Jen-tung          | listopad 2007          | listopad 2012          | členka (17.) politbyra, státní poradkyně Státní rady (pro kulturu, vědu, vzdělání a sport)          |
| Li Čchang-čchun   | listopad 2002     | listopad 2012     | člen (16.) a (17.) politbyra a jeho stálého výboru                                                       | Liou Čchi              | červenec 2012          | listopad 2012          | člen (17.) politbyra                                                                                |
| Liou Jün-šan      | listopad 2012     | listopad 2017     | člen (18.) politbyra a jeho stálého výboru, výkonný tajemník ÚV, ředitel Ústřední stranické školy        | Liou Čchi-pao          | listopad 2012          | listopad 2017          | člen (18.) politbyra, tajemník ÚV, vedoucí oddělení propagandy ÚV                                   |
| Liou Jün-šan      | listopad 2012     | listopad 2017     | člen (18.) politbyra a jeho stálého výboru, výkonný tajemník ÚV, ředitel Ústřední stranické školy        | Liou Jen-tung          | listopad 2012          | listopad 2017          | členka (18.) politbyra, místopředsedkyně Státní rady (pro zdravotnictví, kulturu, vzdělání a sport) |
| Liou Jün-šan      | listopad 2012     | listopad 2017     | člen (18.) politbyra a jeho stálého výboru, výkonný tajemník ÚV, ředitel Ústřední stranické školy        | Kuo Ťin-lung           | květen 2017            | listopad 2017          | člen (18.) politbyra                                                                                |
| Wang Chu-ning     | listopad 2017     | říjen 2022        | člen (19.) politbyra a jeho stálého výboru, výkonný tajemník ÚV, ředitel Politického výzkumného úřadu ÚV | Chuang Kchun-ming      | listopad 2017          | říjen 2022             | člen (19.) politbyra, tajemník ÚV, vedoucí oddělení propagandy ÚV                                   |
| Wang Chu-ning     | listopad 2017     | říjen 2022        | člen (19.) politbyra a jeho stálého výboru, výkonný tajemník ÚV, ředitel Politického výzkumného úřadu ÚV | Sun Čchun-lan          | listopad 2017          | 2022                   | členka (19.) politbyra, místopředsedkyně Státní rady (pro zdravotnictví, kulturu, vzdělání a sport) |
| Cchaj Čchi        | říjen 2022        | v úřadu           | člen (20.) politbyra a jeho stálého výboru, výkonný tajemník ÚV                                          | Li Šu-lej              | říjen 2022             | v úřadu                | člen (20.) politbyra, tajemník ÚV, vedoucí oddělení propagandy ÚV                                   |